# Зоуи и магическото приложение
„Зоуи и магическото приложение“ (на английски: Zapped) е телевизионен филм на Дисни Ченъл от 2014 г. с участието на Зендая (в главната роля на Зоуи Стивънс), Спенсър Болдман и Шанел Пелосо.

## Актьорски състав
| Актьор           | Роля                                                         |
| ---------------- | ------------------------------------------------------------ |
| Зендая           | Зоуи Стивънс, главната героиня във филма.                    |
| Шанел Пелосо     | Рейчъл, най-добрата приятелка на Зоуи                        |
| Спенсър Болдман  | Джаксън, гадже на Зоуи и бившо гадже на Тейлър               |
| Емилия Маккарти  | Тейлър, училищна дива и враг на Зоуи                         |
| Адам ДиМарко     | Адам Томпсън, доведеният брат на Зоуи, който играе баскетбол |
| Лоуриза Тронко   | Юки, най-добрата приятелка на Тейлър                         |
| Лучия Уолтърс    | Джеани Стивънс, майка на Зоуи                                |
| Алекс Пауновиц   | Тед Томпсън, пастрок на Зоуи                                 |
| Уилям Ейнскау    | Бен Томпсън, най-малкият доведен брат на Зоуи                |
| Джедедая Гудакре | Трип                                                         |
| Конър Коуи       | Зак Томпсън, средният доведен брат на Зоуи                   |
| Самюъл Патрик Чу | Чарли, гадже на Рейчъл                                       |

## Продукция
„Зоуи и магическото приложение“ е продуциран от Off-Leash Teleproductions, Inc., разпространен от Muse Distribution International и MarVista Entertainment, и е лицензиран от ABC Cable Networks и Family Channel.

## Излъчване
„Зоуи и магическото приложение“ е излъчен по поръчка и Watch Disney Channel на 23 юни 2014 г. Дебютира на 27 юни 2014 г. по Дисни Ченъл в САЩ, и Фемили Ченъл в Канада. Във Великобритания филмът е излъчен и на 18 юли 2014 г.

## В България
В България филмът е излъчен през 2014 г. по Дисни Ченъл България. Дублажът е нахсинхронен в студио Александра Аудио. Екипът се състои от:
| Изпълнителен продуцент | Васил Новаков |
| Преводач               | Стоянка Димова |
| Озвучаващи артисти     | Мила Коларова Мариета Петрова-Мърфи Вилма Карталска Светлана Смолева Ивона Желева Георги Иванов Асен Кукушев Николай Върбанов Васил Бовянски Златин Цветков |
| Режисьор на дублажа    | Ваня Иванова |